# Carl Albert Weber
Carl Albert Weber, född 13 januari 1856 i Spandau, död 11 september 1931 i Bremen, var en tysk botaniker.
Weber studerade 1875 naturvetenskap vid universitetet i Berlin och från 1876 vid universitetet i Würzburg, där han, som lärjunge till Julius von Sachs studerade växters assimilation. År 1879 vann han doktorsgraden i sistnämnda stad för avhandlingen Ueber specifische Assimilationsenergie. År 1884 blev han lärare vid lantbruksskolan i Hohenwestedt i Schleswig-Holstein, där han i huvudsak ägnade sig åt vegetationsstudier över Schleswig-Holsteins myrar. År 1894 blev han botaniker vid Preußische Moor-Versuchsstation i Bremen, där han fram till pensioneringen 1924 fortsatte sin forskning om myrvegetation och om torvens sammansättning. Han tilldelades professors titel 1909 och blev korresponderande ledamot av Geologiska Föreningen i Stockholm 1914.

## Övriga skrifter (i urval)
- Leitfaden für den Unterricht in der landwirtschaftlichen Chemie an mittleren und niederen landwirtschaftlichen Lehranstalten (1889, 20:e upplagan 1929)
- Beiträge zur Kenntnis der Dauerweiden in den Marschen Norddeutschlands (tillsammans med A. Emmerling, Arbeiten der Deutschen Landwirtschafts-Gesellschaft, H. 61, 1901)
- Über die Vegetation und Entstehung des Hochmoors von Augstumal im Memeldelta mit vergleichenden Ausblicken auf andere Hochmoore der Erde. Eine formationsbiologisch-historische Studie (1902)
- Die Bekämpfung des Unkrautes: Der Duwock (Equisetum palustre) (Arbeiten der Deutschen Landwirtschafts-Gesellschaft, H. 72, 1902, andra upplagan 1903)
- Wiesen und Weiden in den Weichselmarschen (Arbeiten der Deutschen Landwirtschafts-Gesellschaft, H. 165, 1909)
- Die Anlage und Pflege der Dauerweiden (Arbeiten der Landwirtschaftskammer für die Provinz Hannover, H. 37, 1914)
- Schlüssel zum Bestimmen der landwirtschaftlich wichtigsten Gräser Deutschlands im blütenlosen Zustande (1924, tredje upplagan 1928)
- Sumpfwiesen und ihre zeitgemäße landwirtschaftliche Verbesserung nebst Ausblicken auf die nicht versumpften Wiesen und Weiden (Arbeiten der Deutschen Landwirtschafts-Gesellschaft, H. 380, 1931)